# 陶思瑾杀刘梦莹案
陶思瑾殺劉夢瑩案，又稱陶劉情殺案，陶劉慘案，劉陶慘案，劉夢瑩慘殺案，是1932年2月11日发生在浙江杭州的一起殺人案。此案由于殺人者和死者均為大學在校生，又涉及文藝界知名人士，案情離奇，審理過程曲折，轟動全國。

## 人物介紹
杀人者陶思瑾，又名陶煜煊，别字铁浪，又字夫诺，浙江绍兴人，22岁，已故画家陶元庆之妹，住绍兴大云桥辛弄28号。曾求学于上海立达学园，1928年9月随兄转入国立艺术院绘画系。一八艺社成员。
死者刘梦莹，又名刘雪帆，别字斯卜，湖南醴陵人，年龄比陶思瑾小，军政部驻湘陆军医院院长刘贲予（已于1930年夏红军攻打长沙时被杀）次女，生前住长沙小道巷吊马庄二号。毕业于湖南省立第一女子师范学校初中部，在湖南省立第一中学就读一年后，1928年3月入国立艺术院西画系，后转入雕塑系，师从李金发。一八艺社骨干，共青团员。
案发地屋主许钦文，浙江绍兴人，36岁，时任高中教员，系陶元庆好友，陶元庆去世后为其修建坟墓元庆园，并于1930年秋，在石塔儿头莲花凉亭建成元庆纪念堂，以保存陈列陶元庆画作。许从陶思瑾儿时即认识陶，经陶介绍认识刘梦莹，1931年10月后帮助刘梦莹在《杭州民国日报》副刊《沙发》上发表文章数篇。陶思瑾与刘梦莹平时住在学校宿舍。因许宅距离学校不远，两人有时一起去元庆纪念堂，并暂住过几次。
死者姐姐刘庆荇，湖南醴陵人，23岁，留学日本，九一八事变后归国居上海。

## 案件經過

### 案發前
陶思瑾与刘梦莹1928年冬结识，1929年春到1931年夏同宿舍，发生同性恋爱。陶元庆去世后不久，1929年冬，许钦文曾向陶思瑾求婚，引起陶思瑾反感。在刘梦莹提议下，陶刘二人遂结成永久盟约，“为永久保持情爱，决不与男性结婚，如有男性向其求婚，即以盟约关系拒绝”。
陶刘虽相爱，却经常怀疑彼此别有所爱，又因性情、思想不同，常起冲突，时闹时好。1931年秋开学后，两人关系恶化。刘梦莹曾扣押别的同学寄给陶思瑾的信件，并打破陶的唱片和花瓶。陶曾作血书试图挽回。陶思瑾因向艺专绘画系女助教刘文如请教，钦慕刘文如的人品和学问，引发刘梦莹怀疑，要求陶思瑾与刘文如绝交，并放话要杀死刘文如或陶思瑾，公布两人三年来感情经历。
1932年寒假，刘梦莹到上海江湾投奔姐姐刘庆荇。陶思瑾回绍兴家中，离开前把留声机寄存在刘文如处。刘梦莹在上海时又写信一封，交由许钦文转致陶思瑾，要她和一切人断绝关系，不得再恋别人，嘱其必须书面答复。见陶思瑾没有回信，刘梦莹1月25日又发明信片一张，宣称“我要实践在西湖时曾对你说过的”。
一·二八事变爆发，江湾告急，刘梦莹躲入法租界，刘庆荇则赴南京。因流弹时落租界，2月3日，刘梦莹乘上海到杭州的火车回到杭州。到杭州已是3日夜，于是投奔许钦文，宿许宅。
2月2日，在绍兴家中的陶思瑾致函许钦文，询问艺专是否开学，许钦文2月3日回函说尚未开学，现不必来。当时刘文如因时局关系，急着回四川老家，亦于2月2日致函陶思瑾，问陶自己若返乡，留声机转寄何处。陶思瑾接到刘文如的信后，于2月6日携带土产一篮从绍兴赶到杭州为刘文如送行。
陶思瑾到杭州后，路过许宅，见到刘梦莹，打过招呼，未多谈就去了艺专。6日傍晚到刘文如处告别。2月6日和2月7日晚上与同学姚剑昭同住。2月8日中午，打算回绍兴，路过许宅，被许钦文和刘梦莹留住。刘说如果可以稍缓三四天，可和陶同去绍兴游玩。陶遂留下。案发前几天二人同住，相安无事。2月8日与2月9日晚，许钦文和陶刘二人下棋。2月10日白天二人一起外出购物。晚上和许钦文讨论毕业出路问题。

### 案發當日
1932年2月11日，陶思瑾一大早起床，因刘还在等姐姐回信，打算先回绍兴。后来因为刘梦莹挽留，及要许钦文送不方便等原因再次暂缓。
下午，许钦文送友人外出。2时左右，家中只剩刘梦莹与陶思瑾及女佣陈竹姑三人。刘梦莹命陈竹姑烧水洗浴，因雪花膏用完，由陶思瑾给陈竹姑六角钱，命其就近购买。陈竹姑未在昭庆寺附近找到卖化妆品商店，去了较远的新市场购买。
陈竹姑离开后，刘梦莹和陶思瑾再次口角，并起激烈搏斗。
一小时左右后，在许宅寄宿的裘女士与女佣陈竹姑回到许宅，叫门无人答应。许钦文及其八妹亦同回，钥匙无法开门，绕墙狂呼，仍无人应。许涉水绕到后门进入许宅，见到门前草地上刘梦莹浴血而卧，已经气绝，陶思瑾亦倒地。问陶，陶手按肚子呼痛。许扶陶进屋，在屋中陶说刘要她吃毒药。许即送陶到附近的西湖医院洗胃，又去警署报案，警署将许扣押。

## 勘驗
许宅位置偏僻，四面是旷野。门在西北角，向北开，有住室一座，另有陶元庆绘画陈列室。血迹起于靠近回廊门内，绕陈列室，点点滴滴，直至西北角大门旁。死者卧于门西侧，头朝南脚朝北，陶卧于门正中。浴血菜刀一把，在尸体右脚旁，刀柄向外，另有带刀痕、染有血迹木棍一根。
刘梦莹尸体，偏左部位，脑后，额头，下巴有深抵骨刀伤多处。咽喉有刀伤16处，创口复杂，气管切断。面部，肩部，左食指，右手背，右无名指，有刀伤多处。
陶思瑾手上血迹斑斑，左右手背，各有碰伤一处，左手心外侧，有木器伤一处，右手中指及无名指中节，有划伤。送医时，所穿黑色旗袍，及所裹棉被，均染血迹。陶在西湖医院的吐出物经浙江省卫生化验所检验，未检出毒物。
没有发现任何遗书或遗言。在刘梦莹箱中检出撕破照片一张，原本写着“谨呈至友思瑾，梦莹，一九二九.九.一三，于西子湖”，旁边添加了“往事何堪回想，月明中，情感？良心？狗肺？热情？”。:134

## 審理經過
本案从案发到审结历经两年，多次改判，并带出案中案。
陶思瑾案的焦点包括，陶杀人是否出于预谋，是否有残忍情节，是否属正当防卫，陶的精神状况是否支持减刑。许钦文案的焦点包括，刘梦莹的年龄，刘梦莹在许宅居住刘家人是否知晓，许钦文是否有诱惑刘梦莹情节。

### 杭縣地方法院一審
1932年2月12日初步勘查现场后，陶思瑾、许钦文、陈竹姑被一起移送法院。
2月12日刘庆荇到杭州，本准备和妹妹一起返回湖南，却在友人家从《杭州民国日报》上看到了艺专学生自杀的报道。刘庆荇认为刘梦莹绝无自杀可能，随即着手起诉陶思瑾与许钦文。起初诉陶预谋杀人，许同谋杀人，陶许侵占财物，后地方法院认定许钦文未侵占财物，无共同杀人行为，不予起诉交保，改以妨害家庭罪起诉许钦文。刘庆荇不服许钦文同谋杀人与侵占不予起诉，申请再议，后于7月16日被驳回。刘庆荇同时提起附带民事诉讼，要求陶思瑾赔偿三千元，许钦文赔偿一千元。
一审于4月2日，4月8日，4月23日，5月14日四次开庭。
一审判决前，陶思瑾对案情的说法多次改变。案发次日在西湖医院时，陶对记者说刘令其服毒后自杀。后因自杀说与证据矛盾，改称刘是被叫杨信之的人所杀。到了4月2日开审，又改称杨信之不存在，当初说了谎，承认刘是自己杀的，但是系正当防卫。问第三者是谁，4月8日说是黄启衡，5月后始称是刘文如。
一审于5月20日宣判。陶思瑾犯杀人罪，但系“一时情感冲动”，酌情减刑三分之一，处无期徒刑，剥夺公权无期。许钦文意图奸淫和诱未满二十岁之女子脱离享有亲权之人，处有期徒刑一年。一审法院认定陶思瑾非预谋杀人，当日冲突由重提刘文如之事而起，认为陶思瑾先持刀杀刘，不承认陶夺刀还砍正当防卫之说，并因鉴定手续繁重，专门人才欠缺，且陶案发前精神状态与常人无异，否认对陶实行精神鉴定的必要。刘庆荇附带民事诉讼移送民事法院。
得知一审判决后，刘文如致信校长林风眠与同事，否认与陶有“特殊情感”。

### 浙江高等法院二審
一审判决后，陶思瑾、许钦文以及认为量刑过轻的地方法院检察官韦希芬均上诉浙江高等法院。刘庆荇为附带民事部分亦上诉，要求民诉与公诉合并判决。
二审于1932年7月26日开审，浙高院以有关风化禁止旁听。7月30日宣判。二审认定陶思瑾预谋杀人，有残忍情节，处死刑，许钦文意图奸淫和诱未满二十岁之女子脱离享有亲权之人，处有期徒刑二年。刘庆荇附带民事诉讼上诉驳回。

### 上訴最高法院
二审宣判后，陶思瑾、许钦文、刘庆荇均上诉最高法院。
1933年4月14日，最高法院刑三庭判决，刑事部分，认为侦查不足，疑点尚多。最高法院指出，即使陶思瑾精神正常且预谋杀人，由于刘梦莹屡次威胁，量刑时也应该斟酌。于是以原判不当，撤销二审判决，发回浙江高等法院更为审判。附带民事诉讼，上诉驳回。

### 浙江高等法院更審
1933年8月8日，浙高院刑二庭重新开庭审理，因关注者过多，禁止旁听。
8月11日宣判，原判除附带民事诉讼部分外撤销。更审认定陶思瑾杀人在1932年3月5日大赦以前，应减刑三分之一，处无期徒刑，剥夺公权无期。刘梦莹投宿不能证明为许钦文诱惑，刘姊亦知许宅通信地址，许钦文不构成妨害家庭，无罪。

### 再次上訴最高法院
更审后，浙高院检察官季赓扬不服对陶思瑾量刑过轻，再次上诉。
1934年，最高法院驳回上诉，维持更审判决。

### 許欽文陶思瑾危害民國案
1933年8月31日浙高院检察官季赓扬以涉嫌危害民国罪，依照危害民国紧急治罪法，另案起诉陶许。起诉书称陶与刘结识后即入共党，加入一八艺社，参与叛国宣传，又因刘的遗物中有和共产党人的通信，称许寄存共党信件，必入共党无疑。
1933年9月18日一审后，9月25日，许钦文陶思瑾危害民国罪判决。许钦文明知叛徒而窝藏不报，处有期徒刑五年。陶思瑾以危害民国为目的而组织团体一罪，处有期徒刑五年。许钦文被诉组织危害民国为目的之团体部分无罪，陶思瑾被诉为叛国宣传部分无罪。许钦文当庭不服提出上诉，陶“无表示”。1933年11月18日，陶思瑾由看守所提出，送浙江第一监狱执行。
1933年11月13日，许钦文向最高法院上诉。最高法院认为有疑点，1934年3月7日最高法院判决撤销原判发回更审。1934年6月14日浙高院更审判决处许钦文徒刑三年四月。经鲁迅托人营救，1934年7月10日许钦文交保出狱。许再次上诉，1935年最高法院撤销第一次更审发回二次更审。1935年7月22日，浙高法院宣判许钦文危害民国案处徒刑二年，准缓刑三年。许不再上诉。

## 社會影響
有学者认为，本案让同性爱现象受到广泛关注，使中国社会对同性爱，尤其是女同性爱的态度变得更加负面。同性爱被认为是好发于青年女性的心理疾病，关于同性爱的疾病化论述渐成主流。

## 相關作品
王禮錫《戰時日記》記載了案發後不久趙景深、陳子展等上海文藝界人士一起議論本案的情形。
許欽文在案件審理期間讀過陶思瑾日記並看過陶劉之間信件若幹。以此為基礎，許欽文1932年6月到7月在《時報》連載心理小說《愛的突變》。後又於1932年11月完成書信日記體戀愛小說《兩條裙子》，由北新書局出版單行本。
樊迪民匯集本案相關報道，由時事新聞社出版《陶思瑾與劉夢瑩》一書，由陶思瑾本人作序，暢銷一時。
以入獄經歷為素材，許欽文在《天地人》連載《小桃源日記》，在《十日談》連載《獄中記》，在《人言周刊》連載《不浪舟日記》。許欽文在《宇宙風》上發表的相關系列文章，1937年集結為單行本《無妻之累》，由宇宙風社發行。
琦君案發時在杭州弘道女中上學，曾在學校組織參觀監所時見過陶思瑾，晚年在聯合報發表《友情與愛情》一文回憶本案。
豐子愷晚年在《往事瑣記》（即《緣緣堂續筆》）中的《陶劉慘案》一文中回憶本案。
葉靈鳳小說《時代姑娘》提到本案。
崔萬秋1933年出版的小說《新路》中，有一個出場人物是東京女留學生柳慶荇，而柳慶荇有一個妹妹叫柳夢瑩。

## 後續
陶思瑾入狱后，仍受关注。在狱中发表多篇诗文，并向女性刊物投稿，后信仰佛教。1937年冬杭州沦陷前，因在狱中表现良好被予保释。1938年3月赴仙居，改用别名，在湖山小学、仙居县立初级中学教书。与县政府秘书，湖南桂阳人李在和恋爱，于1939年6月28日在天台县结婚。抗战胜利后，李在和仍在浙江任职，有了外遇，与陶不和。国共内战后期李在和携外遇回湖南赴任，留陶思瑾在浙江。李回湖南后，曾任第十七绥靖区司令部政工处副处长，常德县县长等职，1949年7月被迫交出县长印后西逃，陶思瑾后经多方打听，不得其下落。陶从此一直独身，无子女。回绍兴，任教于东关樟塘小学等校，1980年代初去世。
许钦文和本案证人之一裘女士育有子女三人。许抗战胜利后回到杭州，元庆纪念堂内所藏陶元庆画作已全部丢失，陶元庆墓亦荒芜。中华人民共和国成立后，陶元庆墓被埋于地下。案发地许宅于1980年代初被拆。